# Ракитник стелющийся
Ракитник стелющийся (лат. Cytisus decumbens) — вид растений рода Ракитник (Cytisus) семейства бобовых (Fabaceae). Распространён в Европе.

## Ботаническое описание
Кустарник высотой от 10 до 30 см с распростёртыми или восходящими, ветвистыми, слегка угловатыми и волосистыми ветвями. Листья очерёдные, почти сидячие цельнокрайние, яйцевидные, длиной до 20 мм. Нижняя сторона оттопыренная и волосистая. Семядоли отсутствуют.
От одного до четырёх цветков сидящих в пазухах листьев. Цветки на ножке, цветоножки при полном цветении достигают длины, в два-четыре раза превышающей длину чашечки. Чашечка с рассеянными торчащими волосками, колокольчатая, глубоко двугубая, с короткими зубцами разной длины. Венчик длиной 12-16 мм, жёлтого цвета. Флаг и лодочка голые, лодочка такой же длины, как лопасть и крылья вместе. Густоопушённый цветонос длиной от 20 до 40 мм. Время цветения в Северном полушарии — с июня по июль.
Число хромосом 2n = 48.

## Распространение
Вид встречается от Пиренеев до Балканского полуоострова, а также в южной Юре, южных Альпах и Апеннинах. В основном встречается в высокогорной зоне, до высоты 1500 метров над уровнем моря. Заселяет сухие и полусухие луга, а также опушки лесов на известковой почве. В Швейцарии вид классифицируется как «находящийся под критической угрозой исчезновения» из-за интенсивного выпаса скота. С фитосоциологической точки зрения является характерным видом порядка Brometalia в Центральной Европе.
В Швейцарии значения экологических показателей согласно Ландольту: индекс влажности F = 2 (умеренно сухой), индекс освещенности L = 4 (яркий), индекс реакции R = 3 (от слабокислой до нейтральной), индекс температуры T = 3+ (субмонтан и верхний коллинеар), индекс питательности N = 2 (бедный питательными веществами), индекс континентальности K = 2 (субокеанический).

## Таксономия и систематика
Впервые вид был научно описан в 1782 году Жаном Франсуа Дюрандом под названием Spartium decumbens. В 1845 году Эдуард Шпах перевёл вид в род Cytisus.
Существует особый подвид: Cytisus decumbens subsp. pindicola (Bald.) K.I.Chr. распространённый в Эпире (Греция) с густоволосистыми молодыми, голыми зрелыми бобовыми.